# Ferlo
Il Ferlo (anche conosciuto come Fouta Ferlo) è una regione geografica estesa nella parte centrale del territorio del Senegal (regioni di Matam, Saint-Louis, Kaffrine e Louga).
È costituito da una vasta pianura semidesertica, pochissimo movimentata paesaggisticamente, estesa sulla sinistra idrografica del fiume Senegal. La pianura è solcata dai corsi di alcuni fiumi tributari del Senegal, che per la maggior parte dell'anno sono secchi e si riempiono d'acqua solo occasionalmente durante la stagione delle piogge (luglio-settembre); il maggiore di questi è il fiume omonimo, che nelle annate più umide tributa al basso corso del Senegal tramite il lago di Guiers.
Il clima è come detto molto arido, caratterizzato da una lunghissima stagione secca (che si protrae per nove mesi l'anno) contraddistinta da venti molto secchi di provenienza sahariana, contrapposta ad una breve stagione umida, nel periodo luglio-settembre, durante la quale si verificano brevi ed irregolari precipitazioni portate dalle masse d'aria umida in risalita dal golfo di Guinea.
A causa del clima arido l'intera regione è poco popolata, anche in seguito ad una forte emigrazione provocata dalle ricorrenti condizioni di siccità.